# Культурний простір Жозе Лінс до Рего
Культурний простір Жозе Лінс до Рего (англ. Espaço Cultural José Lins do Rego) — крита багатофункціональна арена, що пропонує центр культури, конвенцій, мистецтва, кіно та астрономії в Бразилії, розташований у бразильському місті Жуан-Пессоа у штаті Параїба. Це довідковий архітектурний твір по всій країні. Він був побудований за проектом архітектора Серджіо Бернардеса. Культурне обладнання має сучасну архітектуру за своїми характеристиками. Це вважалося першим прикладом в металевій структурі столиці Параїби. Твір має яскраво виражений монументально-символічний характер; у своїй конструкції він оцінює пластичний вираз та функціональну здатність використовуваних матеріалів. Архітектура, серед інших аспектів, підсилює сучасний та раціональний характер використання просторів.

## Історія
Культурний простір José Lins do Rêgo, штаб-квартира Фонду культури Іспачо (FUNESC), є культурним комплексом та конференц-центром. Він був урочисто відкритий у 1982 році під егідою уряду Тарсісіо де Міранди. Це еталонний архітектурний твір по всій країні. Він був побудований за проектом, розробленим архітектором Сергіо Бернардесом
.
Облицювальна та ущільнювальна конструкція мала позначки «Технологія та регіоналізм», де вони, крім металевого каркаса, містять посилені стовпи, великі залізобетонні прольоти та ламіноване дерево. Район має акустичну вентиляцію та освітлення, що інтегрує інтер'єр та екстер'єр, забезпечуючи доступність. Проект вважався суперечливим через його розмір та складність.
За своєю географічною структурою Культурний простір був побудований на схилі, в кварталі площею приблизно 48 000 м² (350 м x 140 м) — в оточенні вулиць Северино-Алвес-Айрес (на північ), губернатора Хосе Гомеша да Сілва (на південь), Вандік Фігейрас (на схід) та заступник Ядер Медейрос (на захід).
Покриття простору «Унікальне» і називалося «Аса Бранка». У Центральному ядрі є сховище знань «Як змусити проростати насіння: поруч із землею». Підземні. . «Між Аса Бранка та землею» Перший поверх та антресолі.
У його структурі є кілька заповідей сучасної архітектури: вільний план, інтер'єр-екстер'єр-комунікація, горизонтальні отвори, об'ємна простота, раціональність і т. д. знову виділено в проекті Funesc.

## Структура

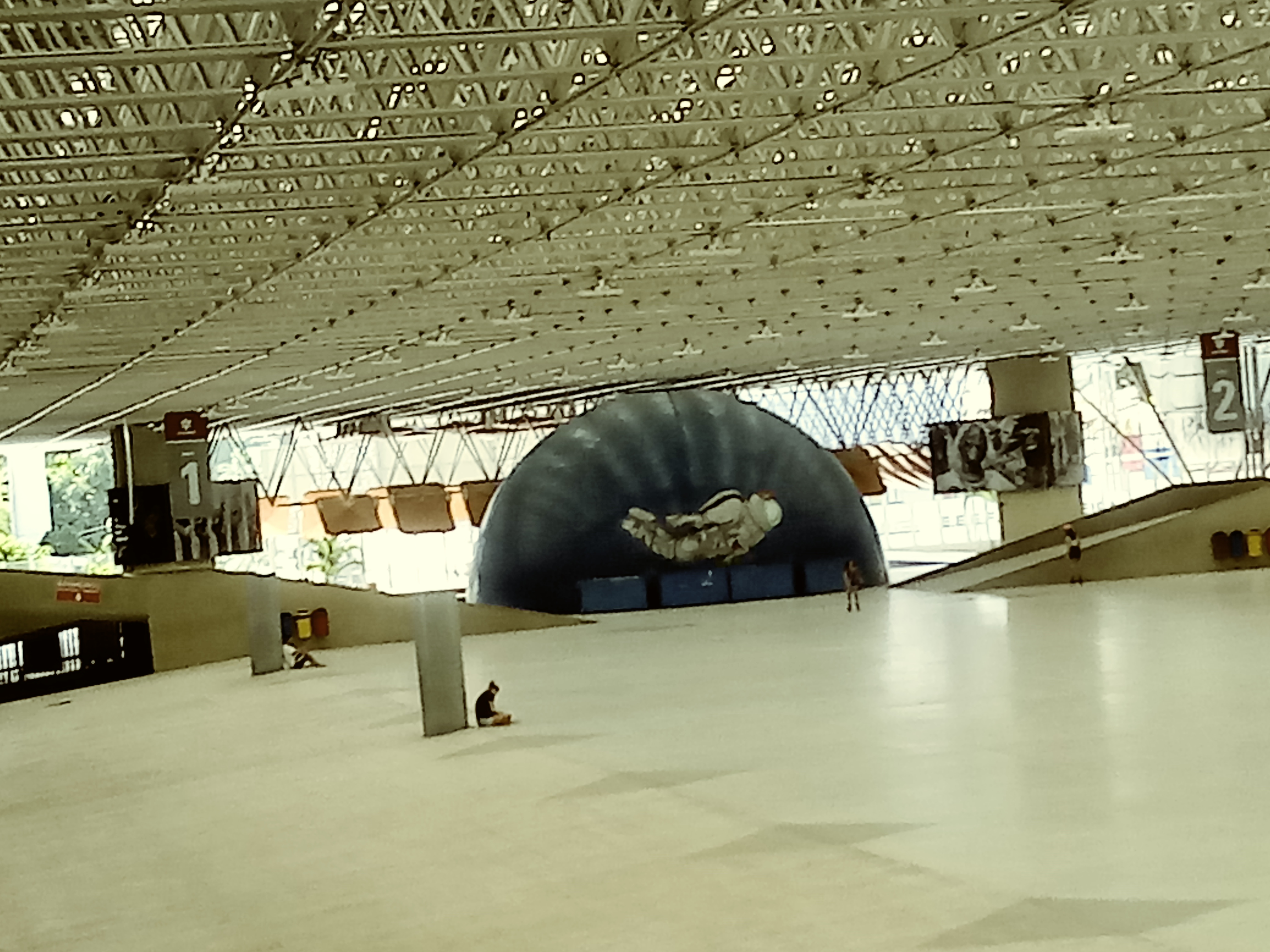
Планетарій культурного простору

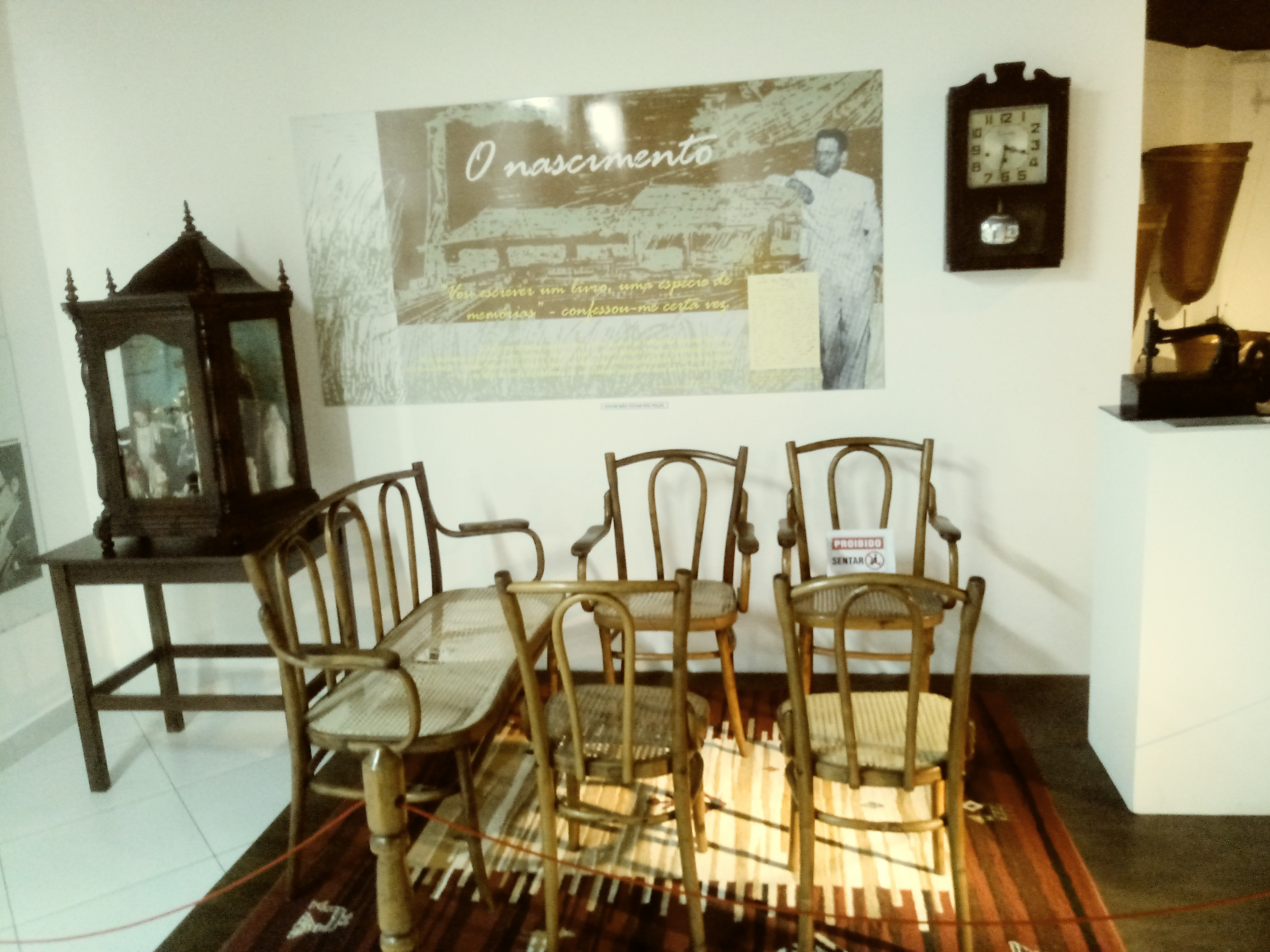
Музей Хосе Лінса до Рего

Простір загальною площею 22,978 квадратних метрів і розміщує виставковий центр і конференц-центр Жоао Пессоа, який має належну інфраструктуру для ділового туризму. Є шість просторів, які поділяються на: площа, театр, галерея мистецтв, музей — Музей Хосе Лінс-ду-Рего, кінотеатр, один з яких — арена, картинна галерея, аудиторії, кімнати підтримки, зона обслуговування, маркетинг та коктейлі, два великі антресолі для виставок та крита площа місткістю до 15 тис. осіб

### Планетарій
Космос також має величезний планетарій. Піонер на північному сході і в межах купола діаметром 12,5 м, Zeiss SpaceMaster проектує 6000 зірок і 78 сузір'їв; крім Сонячної системи, туманні галактики, небо з будь-якої точки світу та чотири пори року. Планетарій — одна з найбільших визначних пам'яток цього місця, в якій він приваблює велику кількість number of people who seek to observe the Solar System and also the Sky from all over the planet.

### Музей Жозе Лінса до Рего
Місце, присвячене письменнику Жозе Лінсу до Рего Кавалканті, з Параїби, обраному для того, щоб дати Культурному простору назву. Музей збирає понад 5000 томів, каталогізованих та комп'ютеризованих, з бібліографічної колекції письменника. Це книги, документи, листи, рукописи творів, що закінчуються книгами та розповідями, що зберігаються у приватній бібліотеці письменника та збираються в музеї для загального відома.
Вся колекція збагачена полотнами, фотографіями, листами, похвалами та особистими предметами письменника, наприклад, сімейною швейною машинкою, де знаходиться плакат Хосе Лінса, прославленого сина Жоао та Дона Амелії до Рего Кавальканті, народженого в день червня 3, 1901, в Енгенхо Корредор, муніципалітет Параїби Пілар. Хосе Лінс до Рего розпочав навчання в Ітабаяна і закінчив юридичний факультет Ресіфі. Він оселився в Ріо-де-Жанейро, де і помер 12 вересня 1957 року у віці 56 років. Його літературна продукція складається з 12 романів, мемуарів, хроніки та дитячої літератури. Серед найбільш читаних книг — Меніно де Енгенхо та Фого Морто.
Музей приймає коледжі та широку громадськість з екскурсіями та презентацією фільмів. Він пропонує підтримку та подальші дослідження щодо роботи Хосе Лінса до Рего та проводить тимчасові виставки, згідно з культурним календарем. Він відкрився 19 березня 1985 року.